# Jazovo
Jazovo (cyr. Јазово) – wieś w Serbii, w Wojwodinie, w okręgu północnobanackim, w gminie Čoka. W 2011 roku liczyła 742 mieszkańców.